# Sergio Sergi
Sergio Sergi (Messina, 13 marzo 1878 – Roma, 22 giugno 1972) è stato un antropologo italiano.

## Biografia

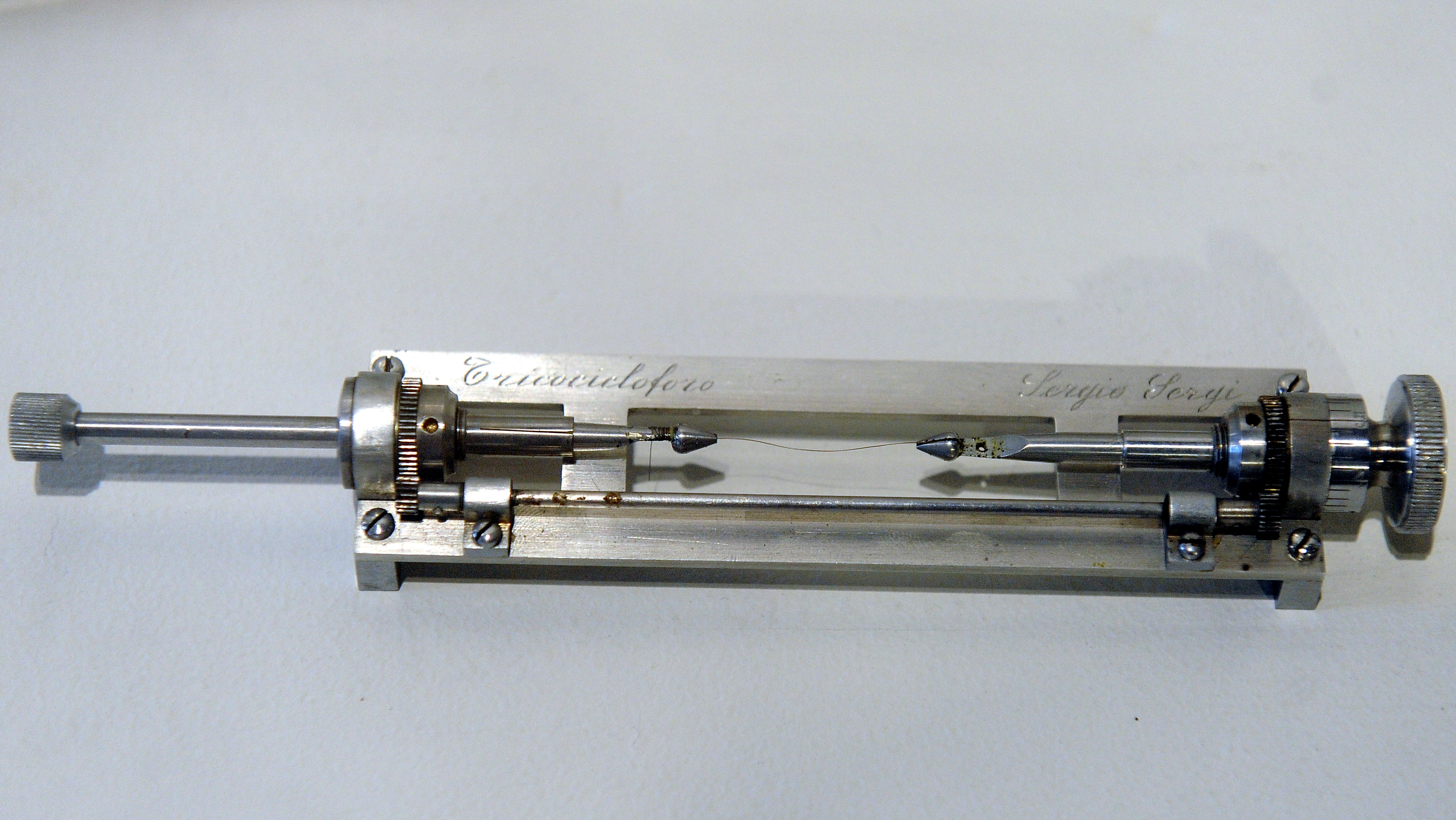
Un tricocicloforo di Sergio Sergi, usato per lo studio dei capelli e dei peli

Figlio dell'antropologo Giuseppe Sergi, collaborò con il padre e nel 1916 ebbe la cattedra di antropologia presso l'Università di Roma, dove diresse la Rivista di antropologia.
È noto per gli importanti studi sulla sistematica antropologica in particolare riferita alla craniometria, della quale pose le basi nello studio Craniografia e craniometria del primo paleantropo di Saccopastore (in "Ricerche di Morfologia", XX-XXI, 1943); in base alle sue ricerche poté stabilire l'esatta localizzazione di un importante gruppo di fossili umani, cui diede il nome di Paleantropi, che attribuì al Pleistocene medio.
Inventò diversi strumenti di precisione per riportare le misure anatomiche, per questo può essere considerato tra i precursori dei moderni approcci geometrici alla morfologia.
Inoltre perfezionò ed estese ai gruppi umani attuali la classificazione introdotta dal padre, ancora oggi di una certa validità.
Fu socio nazionale dell'Accademia dei Lincei.
Massone, divenne Maestro il 20 gennaio 1912, nella Loggia Rienzi di Roma.

## Pubblicazioni
- Crania Habessinica (1912)
- Craniografia e craniometria del primo paleantropo di Saccopastore (1944)
- Il cranio del secondo paleantropo di Saccopastore (1948)[4]
- Cerebra Hererica (1909)
- Il cranio neandertaliano del Monte Circeo (1939)[5]